# Gunnarstorp
Gunnarstorp – miejscowość (tätort) w Szwecji, w regionie administracyjnym (län) Skania, w gminie Bjuv.
Według danych Szwedzkiego Urzędu Statystycznego liczba ludności wyniosła: 394 (31 grudnia 2018) i 423 (31 grudnia 2019).